# Muzej Slavonije
Muzej Slavonije jedna je od najstarijih, a po veličini fundusa i najznačajnijih muzejskih ustanova u Hrvatskoj. Osnovan je 1877. kao "Muzej slobodnog i kraljevskog grada Osijeka", donacijom bogate zbirke novca, oružja i medalja osječkog veletrgovca i sakupljača starina Franje Sedlakovića.

## Povijest
Muzej je u svojim počecima imao pretežno arheološku i numizmatičku orijentaciju (slično kao i drugi muzeji u ovim našim europskim prostorima tih godina). Godine 1888. Muzej je preseljen u novosagrađenu zgradu Kraljevske velike realke i smješten u dvije prostorije.
Muzej Slavonije u Osijeku osnovan je 1877. godine kao Muzej Slobodnog i kraljevskog grada Osijeka. Utemeljen na donaciji od preko dvije tisuće predmeta izloženih u dvjema vitrinama dvorane za sjednice Gradske vijećnice, tijekom vremena postao je, s gotovo pola milijuna predmeta, najveći kompleksni muzej u Republici Hrvatskoj, koji od 1994. godine ima nacionalni status.
Muzej je, više puta mijenjao sjedište, a od 1946. godine nalazi se u Tvrđi, u zgradi nekadašnjeg Gradskog magistrata.
Tijekom velikosrpske agresije na Hrvatsku zgrade Muzeja Slavonije teško su oštećene, ali većih oštećenja građe nije bilo.

## Ustroj i djelovanje
Djelatnost muzeja određena je zakonskom legislativom vezanom uz muzeje. Muzej radi na sustavnom sabiranju, čuvanju, restauriranju i konzerviranju, prezentaciji te trajnoj zaštiti muzejske građe s područja nadležnosti muzeja.
Muzejska građa podijeljena je u više od 150 zbirki arheološkog, etnografskog, kulturno-povijesnog, numizmatičkog, prirodoslovnog, tehničkog, te odjela likovnih i primijenjenih umjetnosti i muzejske knjižnice.
Osobito se, u sklopu muzejske knjižnice, ističe zavičajna zbirka Essekiana, koja obuhvaća tiskovine od početaka tiskarske djelatnosti u Osijeku, kroz koje se ogleda povijest Osijeka, njegov kulturni, društveni, prosvjetni i književni razvoj, multietničnost i višejezičnost.
U muzeju postoje tri stalna postava: "Lapidarij", "Prapovijest" i "Seoba naroda i srednji vijek". Uz to u muzeju se priređuju i povremene izložbe, radionice i koncerti. Brigu o prikupljanju, očuvanju, obradi i predstavljanju fundusa vode 34 djelatnika.
Od godine 1942. Muzej Slavonije izdaje Osječki zbornik. 

## Vanjske poveznice
Mrežna mjesta
- Muzej Slavonije, službeno mrežno mjesto
- Zavičajna zbirka Essekiana  Arhivirana inačica izvorne stranice od 4. ožujka 2016. (Wayback Machine)
- Osječki zbornik na Hrčku